# Oemat Nunu
Oemat Nunu is een bestuurslaag in het regentschap Kupang van de provincie Oost-Nusa Tenggara, Indonesië. Oemat Nunu telt 1724 inwoners (volkstelling 2010).